# Liste der Naturdenkmale in Ranschbach
Die Liste der Naturdenkmale in Ranschbach nennt die im Gemeindegebiet von Ranschbach ausgewiesenen Naturdenkmale (Stand 23. Mai 2024).

## Naturdenkmale
| Nr.         | Bezeichnung | Lage                           | Beschreibung           | Bild                                    |
| ----------- | ----------- | ------------------------------ | ---------------------- | --------------------------------------- |
| ND-7337-267 | Heubrunnen  | Am Heubrunnen, bei Nr. 19 Lage | schwefelhaltige Quelle | Direkt Bild zu diesem Denkmal hochladen |